# The Electric Age
| Críticas profissionais        | Críticas profissionais |
| Avaliações da crítica         | Avaliações da crítica  |
| Fonte                         | Avaliação              |
| ----------------------------- | ---------------------- |
| About.com                     | [ 1 ]                  |
| allmusic                      | [ 2 ]                  |
| Blabbermouth.net              | 9.5/10                 |
| Blistering                    | 8/10                   |
| Brave Words & Bloody Knuckles | 8.0/10                 |
| Exclaim!                      | Favorável              |
| JukeboxMetal.com              | [ 7 ]                  |
| Jukebox:Metal                 | [ 8 ]                  |

 The Electric Age   é o décimo sexto álbum de estúdio da banda de thrash metal Overkill, lançado em 27 de março de 2012.

## Faixas
Todas as faixas escritas por Verni e Ellsworth.
| N.º | Título                      | Duração |  |
| 1.  | "Come and Get It"           | 06:17   |  |
| 2.  | "Electric Rattlesnake"      | 06:19   |  |
| 3.  | "Wish You Were Dead"        | 04:19   |  |
| 4.  | "Black Daze"                | 03:55   |  |
| 5.  | "Save Yourself"             | 03:43   |  |
| 6.  | "Drop The Hammer Down"      | 06:25   |  |
| 7.  | "21st Century Man"          | 04:12   |  |
| 8.  | "Old Wounds, New Scars"     | 04:11   |  |
| 9.  | "All Over But the Shouting" | 05:30   |  |
| 10. | "Good Night"                | 05:36   |  |

### 2013 Deluxe Edition Bonus Tracks
| N.º | Título                     | Duração |  |
| 11. | "Horrorscope (Live)"       | 5:32    |  |
| 12. | "Long Time Dyin' (Live)"   | 4:11    |  |
| 13. | "Necroshine (Live)"        | 7:27    |  |
| 14. | "Walk Through Fire (Live)" | 4:53    |  |

Todas as faixas bônus são da Australian Ironbound Tour.

## Créditos
- Bobby Ellsworth –  vocal
- D. D. Verni  –  baixo, vocal de apoio
- Dave Linsk –  guitarra principal, vocal de apoio
- Derek Tailer –  guitarra rítmica, vocal de apoio
- Ron Lipnicki –  bateria

## Desempenho nas paradas
| Paradas musicais (2012)                       | Posições |
| --------------------------------------------- | -------- |
| Áustria (Ö3 Austria Top 40)                   | 73       |
| Alemanha (Offizielle Deutsche Charts)         | 34       |
| Hungria (MAHASZ)                              | 35       |
| Japão (Oricon)                                | 89       |
| Coreia do Sul (GAON)                          | 30       |
| Suécia (Sverigetopplistan)                    | 41       |
| Suíça (Schweizer Hitparade)                   | 62       |
| Estados Unidos (Billboard 200)                | 77       |
| Estados Unidos (Billboard Independent Albums) | 13       |
| Estados Unidos (Top Hard Rock Albums)         | 7        |
| Estados Unidos (Top Rock Albums)              | 22       |
| Estados Unidos (Top Tastemaker Albums)        | 15       |